# Oregon Route 240
Az Oregon Route 240 (OR-240) egy oregoni állami országút, amely kelet–nyugati irányban a 47-es út yamhilli elágazásától az Oregon Route 99W newbergi csomópontjáig halad.
A szakasz Yamhill–Newberg Highway No. 151 néven is ismert.

## Leírás
A szakasz Yamhill belvárosában kezdődik keleti irányban. A carltoni és gastoni elágazásokat elhagyva a 18. kilométernél megérkezik Newbergbe, ahol délre fordul. A pálya egy déli kanyart követően áthalad egy vasúti átjárón, majd a 99W útba torkollik.